# Videoident
Videoident oder auch Videoidentifikation sind in der Finanztechnologie Methoden der Telekommunikation zur persönlichen Authentifizierung mittels eines in Echtzeit geführten Online-Videotelefonats mit einem Mitarbeitenden eines darauf spezialisierten Unternehmens.

## Allgemeines
Die Authentifizierung ist die Verifizierung von personenbezogenen Daten durch natürliche Personen, die dabei ihre Authentisierung durchführen. Videoident dient der Legitimationsprüfung ohne persönlichen Kontakt zwischen Kunden und Prüfer. Durch Videoident hat der Prüfer zu verifizieren, dass es sich um ein echtes Ausweisdokument und um den legitimen Inhaber dieses Dokuments handelt.
Das Videoident-Verfahren kommt bei der Identifizierung von Kunden durch Unternehmen aus dem gesamten Finanzdienstleistungssektor zum Einsatz, insbesondere bei Kreditinstituten, Versicherungen und Finanzdienstleistungsinstituten und wurde 2012 von Frank S. Jorga erfunden.

## Rechtsfragen
Bei der Fernidentifizierung müssen die Normadressaten des Geldwäschegesetzes (GwG) nach § 6 Abs. 5 GwG besondere Sorgfaltspflichten wahren. Die Identifizierung richtet sich daher nach den allgemeinen Identifizierungspflichten in Bezug auf natürliche Personen in § 3 Abs. 1 Nr. 1 in Verbindung mit § 4 Abs. 1, Abs. 3 Nr. 1 und Abs. 4 Nr. 1 GwG.
Für Unternehmen, die Normadressaten des GwG sind (insbesondere Kreditinstitute), gilt das Rundschreiben 3/2017 (GW) der Bankenaufsicht BaFin, das juristische Personen oder Personengesellschaften vom Videoident-Verfahren ausschließt. Die Privatperson muss ihr Einverständnis zum gesamten Identifizierungsprozess erklären sowie Fotos oder Screenshots ihrer Person und ihres Ausweisdokuments zulassen. Nach ununterbrochener Session muss die zu identifizierende Person während der Videoübertragung eine eigens für diesen Zweck gültige, zentral generierte und von dem Mitarbeiter an sie (per E-Mail oder SMS) übermittelte TAN unmittelbar online eingeben und an den Mitarbeiter elektronisch zurücksenden. Mit Eingabe dieser TAN durch die zu identifizierende Person ist das Identifizierungsverfahren, einen erfolgreichen systemseitigen Abgleich der TAN vorausgesetzt, abgeschlossen.

## Anwendung
Um sich zu identifizieren, wird der Kunde von Videoident nutzenden Webseiten (etwa Online Banking) aufgefordert, seinen gültigen Personalausweis oder Reisepass per Videoübertragung zu übermitteln. Dazu sind beim Kunden ein Internetzugang und eine Webcam erforderlich. Die Identifizierung erfolgt durch Präsentation der Vorder- und Rückseite des Ausweises vor der Webcam. Abgeschlossen wird der Vorgang dadurch, dass die Webseite bei gelungener Identifikation eine TAN per SMS oder E-Mail versendet, die zur Bestätigung vom Kunden einzugeben ist.
Videoident dient bei Mobiltelefonen oder Smartphones zum Abschluss eines Handy- oder Mobilfunkvertrags und zur Produktaktivierung von SIM-Karten oder zur Eröffnung von Girokonten bei Kreditinstituten. Erstmals wurde es im Oktober 2014 durch Direktbanken eingeführt.

## Vergleich der Identifizierungsverfahren
Verglichen werden neben Videoident auch Postident und eID als elektronischer Identitätsnachweis, Portierung des Konzeptes Reisepass/Personalausweis in die Informationstechnik (eID):
| Merkmal             | Personalausweis/ Reisepass | Videoident | Postident | elektronischer Identitätsnachweis (eID) |
| ------------------- | -------------------------- | ---------- | --------- | --------------------------------------- |
| Medienbruchfreiheit | nein                       | ja         | nein      | ja                                      |
| Verfügbarkeit       | nein                       | teilweise  | nein      | ja                                      |
| Gebühren            | nein                       | ja         | ja        | ja                                      |
| Nutzerkreis         | groß                       | groß       | groß      | gering                                  |

Frei von Medienbrüchen sind lediglich Videoident und eID. Maximale Verfügbarkeit ist gegeben, wenn ein Verfahren 24 Stunden nutzbar ist. Das ist nur bei eID der Fall. Bei Videoident ist die Verfügbarkeit häufig auf 8 Uhr bis 22 Uhr beschränkt. Teilweise werden Gebühren vom Nutzer erhoben. Der Nutzerkreis ist bei Postident und Videoident praktisch nicht eingeschränkt, sofern Internetzugang und Webcam vorhanden sind.

## Kontroverse
Im August 2022 kritisierte der Chaos Computer Club (CCC) Schwachstellen bei videobasierten Identifizierungsverfahren. Die Angriffe richteten sich jedoch nicht gegen das von der BaFin regulierte Videoident-Verfahren im Finanzsektor, sondern gegen technisch vereinfachte Varianten – insbesondere im Gesundheitswesen. Während die Gematik daraufhin die Zulassung des Verfahrens für Krankenkassen zurückzog, bestätigte die BaFin nach einer umfassenden Prüfung im Mai 2022 die Sicherheit und Zulässigkeit des Verfahrens unter Einhaltung ihrer Vorgaben. Diese umfassen unter anderem eine Live-Interaktion mit geschultem Personal und technische Schutzmaßnahmen wie TAN-Abfrage und Dokumentenprüfung. Die Debatte zeigt, dass zwischen verschiedenen Einsatzkontexten und Qualitätsniveaus des Verfahrens differenziert werden muss. Während der CCC grundsätzliche Risiken betonte, verweist die Finanzbranche auf die Wirksamkeit des durch die BaFin regulierten Videoident-Verfahrens. Bei korrekter Implementierung und Aufsicht erfüllt es weiterhin alle Anforderungen an Sicherheit, Datenschutz und rechtliche Verlässlichkeit.